# Southern Intercollegiate Athletic Association
La Southern Intercollegiate Athletic Association (SIAA) è stata una delle prime conference atletiche dello sport collegiale statunitense. Ben ventisette scuole che partecipano attualmente alla Division I FBS (precedentemente Division I-A) sono state membri di questa conference, e tutti i membri della attuale Southeastern Conference ad eccezione di Arkansas e Missouri, così come sei dei quindici membri della Atlantic Coast Conference sono stati precedentemente parte della SIAA.

## Storia
La SIAA fu fondata il 21 dicembre 1894 dal dottor William Dudley, professore di chimica presso la Vanderbilt. I membri originali furono Alabama, Auburn, Georgia, Georgia Tech, North Carolina, Sewanee e Vanderbilt. Clemson, Cumberland, Kentucky, LSU, Mercer, Mississippi, Mississippi A&M (Mississippi State), Southwestern Presbyterian University, Tennessee, Texas, Tulane e la University of Nashville entrarono a far parte della conference, l'anno successivo su invito. I membri stilarono la costituzione e nominarono un comitato esecutivo, che stilò le regole per:
- assemblee annuali
- arbitraggio
- limitazione a cinque anni di gioco per gli studenti-atleti
- divieto agli atleti professionisti
- obbligo di frequenza nella scuola di appartenenza dell'atleta
- divieto per professori e allenatori di prendere parte alle gare come atleti
- sospensione di singoli atleti e scuole
- spese

La conference non ha mai dato molto peso alle manifestazioni sportive: teneva un appuntamento legato all'atletica leggera e per diversi anni ha realizzato un torneo di basket, in cui non sempre hanno partecipato tutte le scuole ma che, viceversa, ha ospitato anche scuole extra-conference. Nel 1903 venne organizzata una gara finale per decidere il vincitore del campionato di football americano ma prevalentemente per volere delle due squadre coinvolte (Clemson e Cumberland) che della conferenza stessa, e tutti i successivi sforzi delle scuole per ripetere tale evento furono vane. La maggior parte dei titoli SIAA vantati dalle scuole nei vari sport non furono ufficialmente sanciti dalla lega. Infatti, alcune scuole ubicate centralmente nella conference giocarono molte più partite intraconference delle altre scuole, rendendo difficile un equo confronto per determinare chiaramente la scuola migliore, soprattutto una volta che la Lega ha cominciato ad espandere costantemente la propria adesione tra i college del sud.
Nel 1915, sorse una controversia in seno alla conference relativamente l'ammissibilità delle matricole, la cosiddetta "one-year rule": le università più grandi si opposero all'ammissibilità dei giocatori matricola, mentre le scuole più piccole erano favorevoli. Come risultato, alcune delle grandi università formarono la Intercollegiate Southern Conference (attuale Southern Conference), che utilizzava tale regola, pur mantenendo l'appartenenza all'interno della SIAA.
Alla riunione annuale della conference il 10 dicembre 1920, la SIAA respinse le proposte per vietare gli atleti matricola e abolire il baseball retribuito d'estate. In segno di protesta, alcune scuole che avevano votato a favore delle proposte subito annunciarono che avrebbero cercato di formare una nuova conference: il 25 febbraio 1921, Alabama, Auburn, Clemson, Georgia, Georgia Tech, Kentucky, Mississippi State e Tennessee lasciarono la SIAA per formare la Southern Conference, insieme con i membri non-SIAA Maryland, North Carolina, North Carolina State, Virginia, Virginia Tech, e Washington & Lee. Nel 1922, la Southern Conference subì un ampliamento e aggiunse altri sei membri, tutti a spese della SIAA: Florida, Louisiana State, Mississippi, South Carolina, Tulane, e Vanderbilt.
Con la partenza della maggior parte dei principali college, la SIAA divenne una conference per piccoli college de facto nel 1923. Negli anni venti e trenta, la SIAA ha aumentò il numero di membri con l'aggiunta di molte altre piccole università. La conference infine si sciolse nel 1942 con l'inizio del coinvolgimento americano nella Seconda guerra mondiale. Gli archivi della lega furono mantenuti alla Vanderbilt, scuola fondante della lega, ma l'edificio che ospitava gli archivi fu sventrato da un incendio, e con esso innumerevoli elementi insostituibili relativi alla storia della SIAA.

## Membri
Membri originali in grassetto. Membri ad invito con l'asterisco.
| Scuola                                       | Città           | Stato             | Periodo                                    | Abbandono per                                       | Attuale conference                                                                                         |
| -------------------------------------------- | --------------- | ----------------- | ------------------------------------------ | --------------------------------------------------- | --- |
| Alabama                                      | Tuscaloosa      | Alabama           | 1894–1917, 1919–1922                       | Southern Conference                                 | Southeastern Conference                                                                                    |
| Auburn                                       | Auburn          | Alabama           | 1894–1914, 1916–1922                       | Southern Conference                                 | Southeastern Conference                                                                                    |
| Centenary                                    | Shreveport      | Louisiana         | 1925–1941                                  |                                                     | Southern Collegiate Athletic Conference (D-III)                                                            |
| Centre                                       | Danville        | Kentucky          | 1910–1941                                  |                                                     | Southern Athletic Association (D-III)                                                                      |
| Chattanooga                                  | Chattanooga     | Tennessee         | 1914–1916, 1919–1932                       |                                                     | Southern Conference                                                                                        |
| The Citadel                                  | Charleston      | Carolina del Sud  | 1909–1935                                  | Southern Conference                                 | Southern Conference                                                                                        |
| Clemson*                                     | Clemson         | Carolina del Sud  | 1895–1922                                  | Southern Conference                                 | Atlantic Coast Conference                                                                                  |
| Cumberland*                                  | Lebanon         | Tennessee         | 1895–1903                                  |                                                     | Mid-South Conference (NAIA)                                                                                |
| Dahlonega                                    | Dahlonega       | Georgia           | 1908–1909                                  |                                                     | Peach Belt Conference (D-II)                                                                               |
| Davidson                                     | Davidson        | Carolina del Nord | 1898–1906                                  |                                                     | Southern Conference (Atlantic 10 Conference in 2014)                                                       |
| Delta State                                  | Cleveland       | Mississippi       | 1936–1941                                  |                                                     | Gulf South Conference (D-II)                                                                               |
| Eastern Kentucky                             | Richmond        | Kentucky          | 1930–1942                                  |                                                     | Ohio Valley Conference                                                                                     |
| Emory & Henry                                | Emory           | Virginia          | 1936–1941                                  |                                                     | Old Dominion Athletic Conference (D-III)                                                                   |
| Erskine                                      | Due West        | Carolina del Sud  | 1923–1941                                  |                                                     | Conference Carolinas (D-II)                                                                                |
| Florida                                      | Gainesville     | Florida           | 1910–1917, 1919–1922                       | Southern Conference                                 | Southeastern Conference                                                                                    |
| Furman                                       | Greenville      | Carolina del Sud  | 1898–1899, 1906–1910, 1920–1929, 1932–1935 | Southern Conference                                 | Southern Conference                                                                                        |
| Georgetown                                   | Georgetown      | Kentucky          | 1915–1941                                  |                                                     | Mid-South Conference (NAIA)                                                                                |
| Georgia                                      | Athens          | Georgia           | 1894–1914, 1916, 1919–1922                 | Southern Conference                                 | Southeastern Conference                                                                                    |
| Georgia Tech                                 | Atlanta         | Georgia           | 1894–1913, 1916–1922                       | Southern Conference                                 | Atlantic Coast Conference                                                                                  |
| Gordon Military College                      | Barnesville     | Georgia           | 1906–1910                                  |                                                     | Georgia Junior College Athletic Association (NJCAA)                                                        |
| Howard College (Samford)                     | Homewood        | Alabama           | 1909–1912, 1914–1917, 1919–1931, 1933–1938 |                                                     | Southern Conference                                                                                        |
| Jacksonville State                           | Jacksonville    | Alabama           | 1939–1940                                  |                                                     | Ohio Valley Conference                                                                                     |
| Kentucky*                                    | Lexington       | Kentucky          | 1895–1903, 1911–1922                       | Southern Conference                                 | Southeastern Conference                                                                                    |
| Kentucky Wesleyan                            | Owensboro       | Kentucky          | 1925–1930                                  |                                                     | Great Midwest Athletic Conference (D-II)                                                                   |
| Louisiana College                            | Pineville       | Louisiana         | 1922–1941                                  |                                                     | American Southwest Conference (D-III)                                                                      |
| Louisiana State*                             | Baton Rouge     | Louisiana         | 1895–1917, 1919–1923                       | Southern Conference                                 | Southeastern Conference                                                                                    |
| Louisiana Tech                               | Ruston          | Louisiana         | 1925–1942                                  | Louisiana Intercollegiate Conference                | Conference USA                                                                                             |
| Louisville                                   | Louisville      | Kentucky          | 1914–1941                                  |                                                     | American Athletic Conference (Atlantic Coast Conference in 2014)                                           |
| Loyola                                       | New Orleans     | Louisiana         | 1925, 1930–1937                            |                                                     | Southern States Athletic Conference (NAIA)                                                                 |
| Memphis State                                | Memphis         | Tennessee         | 1935–1942                                  | Independent                                         | American Athletic Conference                                                                               |
| Memphis University School                    | Memphis         | Tennessee         | 1908–1910                                  |                                                     | Tennessee Secondary School Athletic Association (HS)                                                       |
| Mercer*                                      | Macon           | Georgia           | 1895–1937                                  |                                                     | Atlantic Sun Conference (Pioneer Football League for football; Southern Conference for all sports in 2014) |
| Miami                                        | Coral Gables    | Florida           | 1929–1942                                  | Independent                                         | Atlantic Coast Conference                                                                                  |
| Middle Tennessee                             | Murfreesboro    | Tennessee         | 1931–1942                                  |                                                     | Conference USA                                                                                             |
| Millsaps                                     | Jackson         | Mississippi       | 1908–1909, 1913–1938                       |                                                     | Southern Athletic Association (D-III)                                                                      |
| Mississippi*                                 | Oxford          | Mississippi       | 1895–1912, 1914–1922                       | Southern Conference                                 | Southeastern Conference                                                                                    |
| Mississippi College                          | Clinton         | Mississippi       | 1910–1917, 1919–1941                       |                                                     | American Southwest Conference (D-III)                                                                      |
| Mississippi A&M*                             | Starkville      | Mississippi       | 1895–1922                                  | Southern Conference                                 | Southeastern Conference                                                                                    |
| Morehead State                               | Morehead        | Kentucky          | 1934–1942                                  |                                                     | Ohio Valley Conference                                                                                     |
| Murray State                                 | Murray          | Kentucky          | 1931–1942                                  |                                                     | Ohio Valley Conference                                                                                     |
| Nashville*                                   | Nashville       | Tennessee         | 1895–1908                                  |                                                     | University closed in 1909                                                                                  |
| Newberry                                     | Newberry        | Carolina del Sud  | 1922–1942                                  |                                                     | South Atlantic Conference (D-II)                                                                           |
| North Carolina                               | Chapel Hill     | Carolina del Nord | 1894–1901                                  | South Atlantic Intercollegiate Athletic Association | Atlantic Coast Conference                                                                                  |
| Northwestern State                           | Natchitoches    | Louisiana         | 1928–1941                                  |                                                     | Southland Conference                                                                                       |
| Oglethorpe                                   | Atlanta         | Georgia           | 1920–1925                                  |                                                     | Southern Athletic Association (D-III)                                                                      |
| Presbyterian                                 | Clinton         | Carolina del Sud  | 1921–1942                                  |                                                     | Big South Conference                                                                                       |
| Rollins                                      | Winter Park     | Florida           | 1925–1942                                  |                                                     | Sunshine State Conference (D-II)                                                                           |
| University of the South (Sewanee)            | Sewanee         | Tennessee         | 1894–1924                                  | Southern Conference                                 | Southern Athletic Association (D-III)                                                                      |
| South Carolina                               | Columbia        | Carolina del Sud  | 1916–1922                                  | Southern Conference                                 | Southeastern Conference                                                                                    |
| Southern                                     | Lakeland        | Florida           | 1925–1930                                  |                                                     | Sunshine State Conference (D-II)                                                                           |
| Southern Mississippi                         | Hattiesburg     | Mississippi       | 1928–1941                                  |                                                     | Conference USA                                                                                             |
| Southern University (Birmingham-Southern)    | Birmingham      | Alabama           | 1901–1912                                  |                                                     | Southern Athletic Association (D-III)                                                                      |
| Southwestern Presbyterian* (Rhodes)          | Memphis         | Tennessee         | 1895–1903                                  |                                                     | Southern Athletic Association (D-III)                                                                      |
| Southwestern Louisiana (Louisiana–Lafayette) | Lafayette       | Louisiana         | 1925–1942                                  |                                                     | Sun Belt Conference                                                                                        |
| Spring Hill                                  | Mobile          | Alabama           | 1927–1931                                  |                                                     | Southern States Athletic Conference (NAIA)                                                                 |
| Stetson                                      | DeLand          | Florida           | 1925–1931, 1933–1940                       |                                                     | Atlantic Sun Conference (Pioneer Football League for football)                                             |
| Tampa                                        | Tampa           | Florida           | 1936–1942                                  |                                                     | Sunshine State Conference (D-II)                                                                           |
| Tennessee*                                   | Knoxville       | Tennessee         | 1895–1916, 1919–1922                       | Southern Conference                                 | Southeastern Conference                                                                                    |
| Tennessee Tech                               | Cookeville      | Tennessee         | 1933–1942                                  |                                                     | Ohio Valley Conference                                                                                     |
| Texas*                                       | Austin          | Texas             | 1895–1906                                  | Independent                                         | Big 12 Conference                                                                                          |
| Texas A&M                                    | College Station | Texas             | 1903–1908, 1913–1914                       | Southwest Conference                                | Southeastern Conference                                                                                    |
| Transylvania                                 | Lexington       | Kentucky          | 1915–1924, 1926–1941                       |                                                     | Heartland Collegiate Athletic Conference (D-III)                                                           |
| Trinity College (Duke)                       | Durham          | Carolina del Nord | 1903–1912                                  |                                                     | Atlantic Coast Conference                                                                                  |
| Troy State                                   | Troy            | Alabama           | 1936–1942                                  | no team (WWII)                                      | Sun Belt Conference                                                                                        |
| Tulane*                                      | New Orleans     | Louisiana         | 1894–1906, 1911–1917, 1919–1922            | Southern Conference                                 | Conference USA (American Athletic Conference in 2014)                                                      |
| Union                                        | Barbourville    | Kentucky          | 1933–1941                                  |                                                     | Appalachian Athletic Conference (NAIA)                                                                     |
| Union                                        | Jackson         | Tennessee         | 1925–1942                                  |                                                     | Gulf South Conference (NCAA DII)                                                                           |
| Vanderbilt                                   | Nashville       | Tennessee         | 1894–1924                                  | Southern Conference                                 | Southeastern Conference                                                                                    |
| Virginia Tech                                | Blacksburg      | Virginia          | 1898                                       |                                                     | Atlantic Coast Conference                                                                                  |
| Western Kentucky                             | Bowling Green   | Kentucky          | 1921–1942                                  |                                                     | Sun Belt Conference (Conference USA in 2014)                                                               |
| Wofford                                      | Spartanburg     | Carolina del Sud  | 1903–1942                                  |                                                     | Southern Conference                                                                                        |